# James Barclay
Pour les articles homonymes, voir Barclay.
Œuvres principales
- Les Chroniques des Ravens

James Barclay, né le 15 mars 1965 à Felixstowe, dans le comté du Suffolk en Angleterre, est un écrivain britannique de fantasy.

## Œuvres

### Les Elfes
Précède (de 3000 ans) l’ère des Ravens dans le même univers (Balaia). 
1. Abandonnés des dieux, Bragelonne, 2010 ((en) Once Walked With Gods, 2010)
2. La Révolte des TaiGethen, Bragelonne, 2012 ((en) Rise of the Taigethen, 2012)
3. Les Brumes de Katura, Bragelonne, 2014 ((en) Beyond the Mists of Katura, 2013)
4. Voleur de lumière, Bragelonne, 2013 ((en) Light Stealer), nouvelle, 94 p.  (ISBN 9782820509208).

Parue sous la seule forme électronique, cette nouvelle s’insère entre les deux cycles (quelques centaines d’années avant le deuxième).

### Cycle des Ravens

#### SérieLes Chroniques des Ravens
1. AubeMort, Bragelonne, 2002 ((en) Dawnthief, 1999)
2. NoirZénith, Bragelonne, 2003 ((en) Noonshade, 2000)
3. OmbreMage, Bragelonne, 2003 ((en) Nightchild, 2001)

#### SérieLes Légendes des Ravens
1. SylveLarme, Bragelonne, 2004 ((en) Elfsorrow, 2002)
2. CendreCœur, Bragelonne, 2005 ((en) ShadowHeart, 2003)
3. OrageDémon, Bragelonne, 2006 ((en) DemonStorm, 2004)
4. ÂmeRaven, Bragelonne, 2009 ((en) RavenSoul, 2008)

### SérieThe Ascendants of Estoria
1. (en) Cry of the Newborn, 2005
2. (en) Shout for the Dead, 2007

### Romans indépendants
- (en) Heart of Granite, 2016